# سوزان باي
سوزان باي (بالإنجليزية: Susan Bay)‏ هي عارضة وممثلة أمريكية، ولدت في 16 مارس 1943 بلوس أنجلوس في الولايات المتحدة.

## أعمال

### أفلام
- (2009) أم وطفل[5]

## وصلات خارجية
- سوزان باي على موقع IMDb (الإنجليزية)
- سوزان باي على موقع قاعدة بيانات الفيلم (الإنجليزية)